# بيرسيفال بيلي
بيرسيفال سيلفستر بيلي (بالإنجليزية: Percival Bailey)‏ (9 مايو 1892 - 10 أغسطس 1973) طبيب الأعصاب الأمريكي، وطبيب نفسي من مواليد الريف الجنوبي إلينوي.
درس في الأصل ليصبح مدرساً في جامعة إلينوي، ولكن نُقل إلى جامعة شيكاغو في عام 1912، حيث أصبح مهتما في علم الأعصاب. في عام 1918 تخرج من جامعة نورث وسترن (إلينوي) في إيفانستون، وفي عام 1919 أصبح مساعد هارفي كوشينغ (1869-1939) في مستشفى بيتر بنت بريغهام في بوسطن. في عام 1928 أصبح رئيس قسم جراحة الأعصاب في جامعة شيكاغو، وفي عام 1939 كان أستاذ علم الأعصاب والجراحة العصبية في جامعة إلينوي. من عام 1951 كان مديرا لمعهد ولاية إلينوي للطب النفسي.
يُعرف بيرسيفال بيلي لعمله التعاوني مع هارفي كوشينغ الذي ينطوي على تصنيف أورام الدماغ، والتي كانت قبل بحثه في حالة من الفوضى والارتباك. من عام 1922 إلى عام 1925، أجرى بيلي دراسات مرضية واسعة النطاق لأورام المخ، واستنادا إلى التكوين الخلوي، أنشأ نظام تصنيف من ثلاثة عشر فئة. في عام 1927، خفض عدد الفئات إلى عشرة.
في عام 1925، حدد بيلي ورم منتصف المخيخ وقام بنشر ورقة هامة مع كوشينغ بعنوان النخاع المخيخي. وينسب الفضل إلى الطبيبين في صياغة مصطلح «ورم أرومي نخاعي».
شارك بيلي مع بول بوسي (1904-1992)، في هيكلة الأورام داخل الجمجمة والأورام السحائية. وتمكن الرجلان من التأكد من أن نوع محدد من الورم (المعروف الآن باسم الورم الغضروفي الأولي) يتألف من أوليغوديندروغليا. كما شارك جيرهارد فون بونين (1890-1979)، بتأليف كتابين، «القشرة المخية الجديدة من ماكاكا مولاتا» و «إيزوكورتيكس»، والتي قدمت وصفا دقيقا بشأن الهندسة المعمارية الخلوية للقشرة المخية.
وكان بيلي، بصفته طبيبا نفسيا، ناقدا سريعا لعلم النفس الفرويدي، الذي اعتبره مضاربا وغير علمي. في عام 1965، نشر كتابا عن سيغموند فرويد بعنوان «سيغموند ونسيرين».

## وصلات خارجية
- National Academy of Sciences Biographical Memoir